# Club León
Club León – meksykański klub piłkarski z siedzibą w mieście León, w stanie Guanajuato. Występuje w rozgrywkach Liga MX. Domowe mecze rozgrywa na obiekcie Estadio León.

## Osiągnięcia

### Krajowe
- Liga MX

| zwycięstwo (8):     | 1948, 1949, 1952, 1956, 1992, 2013 (A), 2014 (C), 2020 (G) |
| drugie miejsce (7): | 1947, 1959, 1973, 1975, 1997 (I), 2019 (C), 2021 (A)       |

- Copa MX

| zwycięstwo (5):     | 1949, 1958, 1967, 1971, 1972     |
| drugie miejsce (5): | 1953, 1957, 1959, 1966, 2015 (A) |

- Campeón de Campeones

| zwycięstwo (4):     | 1948, 1956, 1971, 1972 |
| drugie miejsce (3): | 1952, 1958, 1967       |

### Międzynarodowe
- Puchar Mistrzów CONCACAF

| zwycięstwo (1):     | 2023 |
| drugie miejsce (1): | 1993 |

## Aktualny skład
Stan na 29 kwietnia 2025.
| Nr | Poz. | Piłkarz                   |
| -- | ---- | ------------------------- |
| 1  | BR   | Alfonso Blanco            |
| 2  | OB   | Mauricio Isais            |
| 4  | PO   | Nicolás Fonseca           |
| 5  | PO   | Sebastián Fierro          |
| 7  | OB   | Iván Moreno               |
| 8  | NA   | Emiliano Rigoni           |
| 10 | PO   | James Rodríguez (kapitan) |
| 11 | NA   | Stiven Mendoza            |
| 12 | BR   | Óscar Jiménez             |
| 14 | NA   | Ettson Ayón               |
| 15 | NA   | Edgar Guerra              |
| 17 | NA   | Daniel Hernández          |
| 18 | PO   | Andrés Guardado           |
| 20 | PO   | Rodrigo Echeverría        |

| Nr | Poz. | Piłkarz          |
| -- | ---- | ---------------- |
| 21 | OB   | Stiven Barreiro  |
| 22 | OB   | Adonis Frías     |
| 23 | BR   | Óscar García     |
| 24 | NA   | Carlos Cisneros  |
| 25 | OB   | Paul Bellón      |
| 26 | OB   | Salvador Reyes   |
| 27 | PO   | Ángel Estrada    |
| 28 | OB   | David Ramírez    |
| 29 | NA   | Jhonder Cádiz    |
| 31 | PO   | Sebastián Santos |
| 32 | OB   | Luis Cervantes   |
| 33 | NA   | Héctor Uribe     |
| 34 | OB   | Víctor Barajas   |
| 35 | OB   | Diego Luna       |